# Kanidzseli Sziavus
Kanidzseli Sziavus pasa (törökül Siyavuş Paşa vagy Kanijeli Siyavuş Paşa) (Kanizsa, ? – Isztambul, 1602.) az Oszmán Birodalom Kanizsán született nagyvezíre. Feltehetően magyar vagy horvát származású volt. Háromszor töltötte be a nagyvezíri tisztséget, először 1582. december 24-től 1584. július 28-ig, majd 1586. április 14-től 1589. április 2-ig, utoljára 1592. április 4-től 1593. január 28-ig.

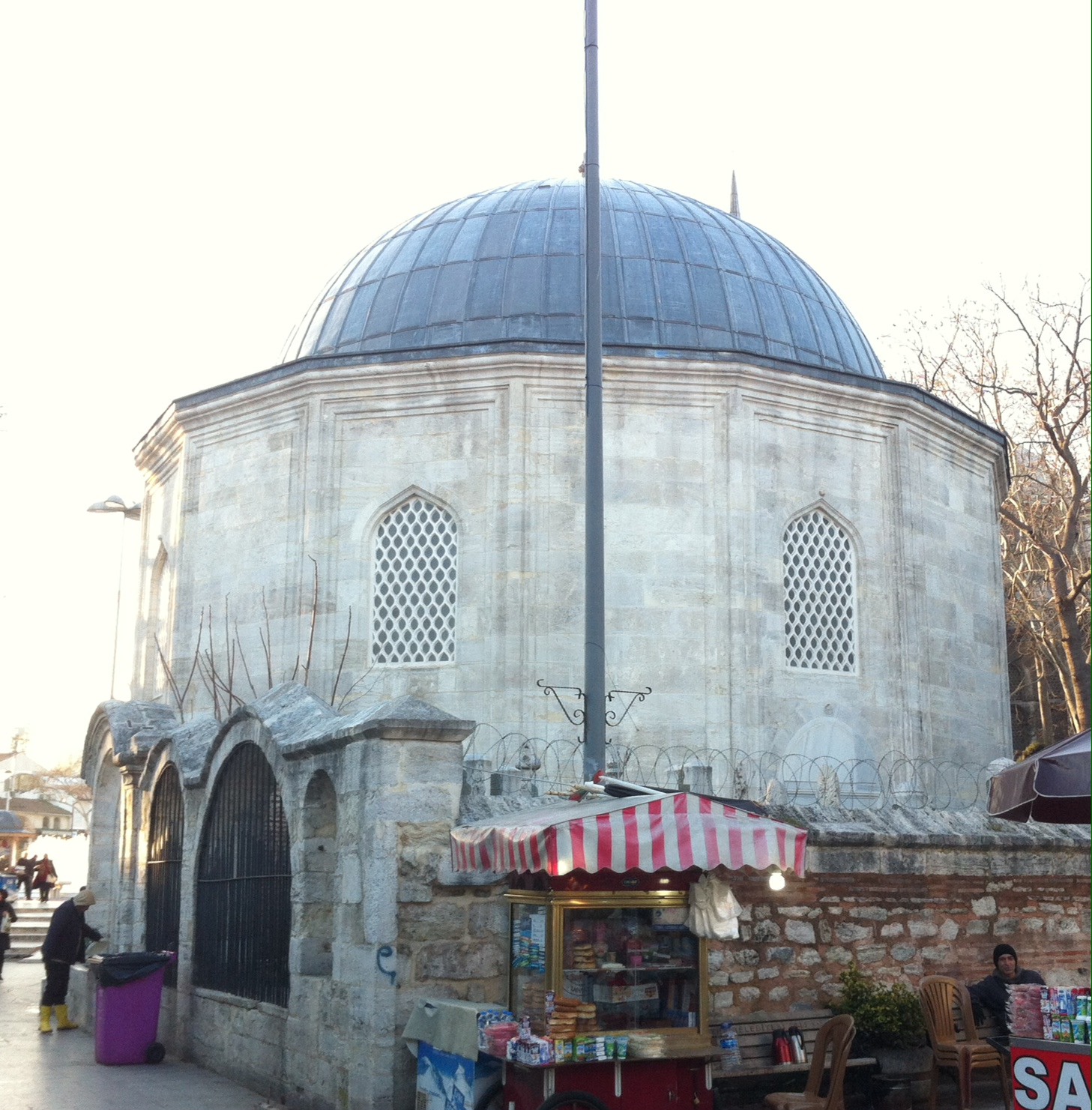
Kanidzseli Sziavus pasa mauzóleuma Isztambul Eyüp kerületében